# 10778 Маркс
10778 Маркс (10778 Marcks) — астероїд головного поясу, відкритий 9 квітня 1991 року.
Тіссеранів параметр щодо Юпітера — 3,585.